# Lối tư duy
Lối tư duy  (tiếng Anh: mindset, hoặc mentality) hay nếp suy nghĩ hay tâm thái đề cập đến tập hợp các thái độ của một cá nhân hoặc nhóm người liên quan tới văn hóa, giá trị, triết lý, khuôn khổ tham chiếu, quan điểm hoặc tâm tính. Nó cũng có thể phát sinh từ thế giới quan hoặc niềm tin của một người về ý nghĩa cuộc sống.